# Eupolymnia regnans
Eupolymnia regnans är en ringmaskart som beskrevs av Chamberlin 1919. Eupolymnia regnans ingår i släktet Eupolymnia och familjen Terebellidae. Inga underarter finns listade i Catalogue of Life.